# Lac Awasa
Le lac Awasa (ou Awassa) est un lac endoréique d'Éthiopie situé dans la vallée du Grand Rift au sud d'Addis-Abeba.

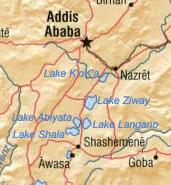
Localisation.

## Géographie

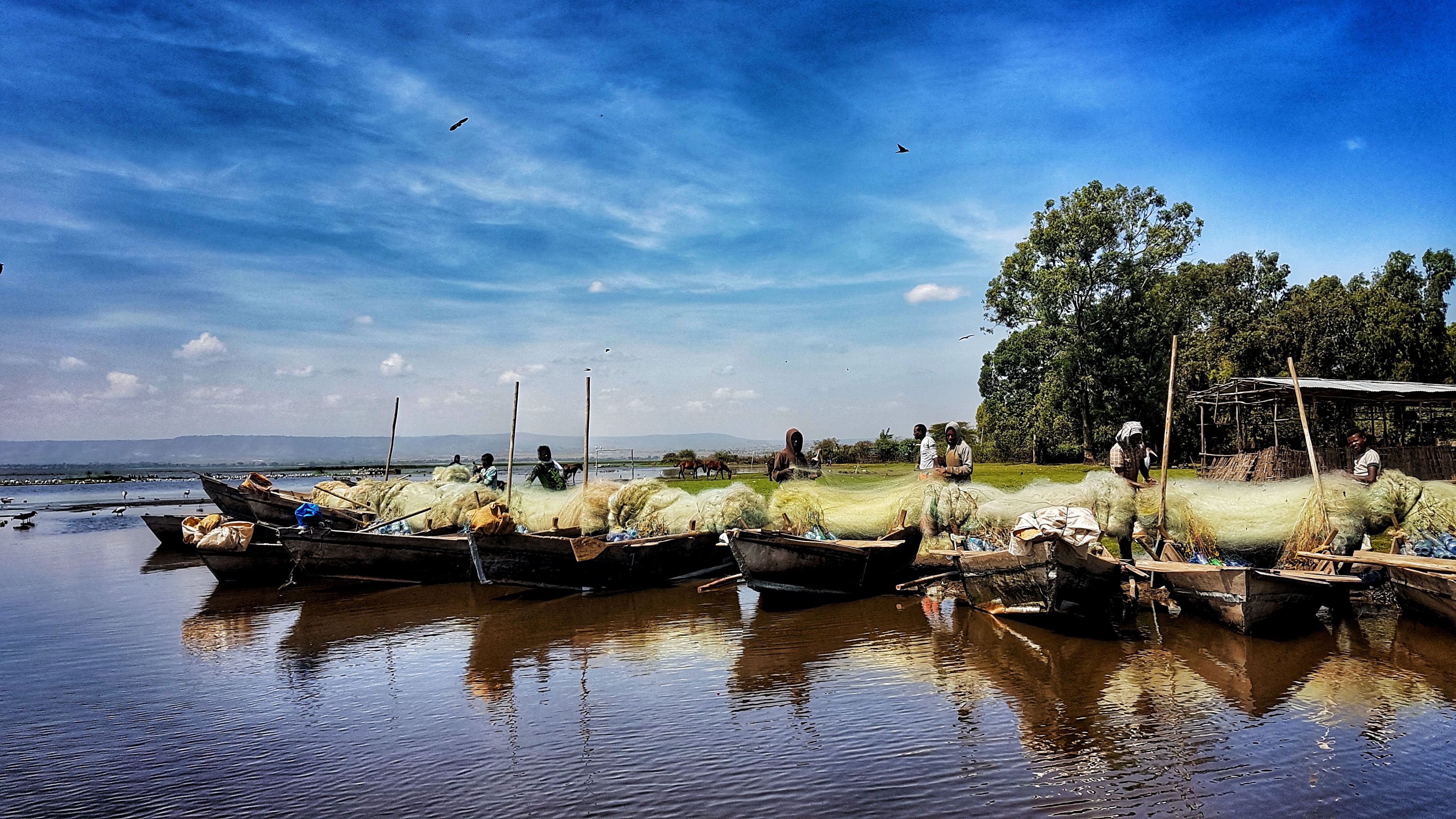
Bateaux de pêche.

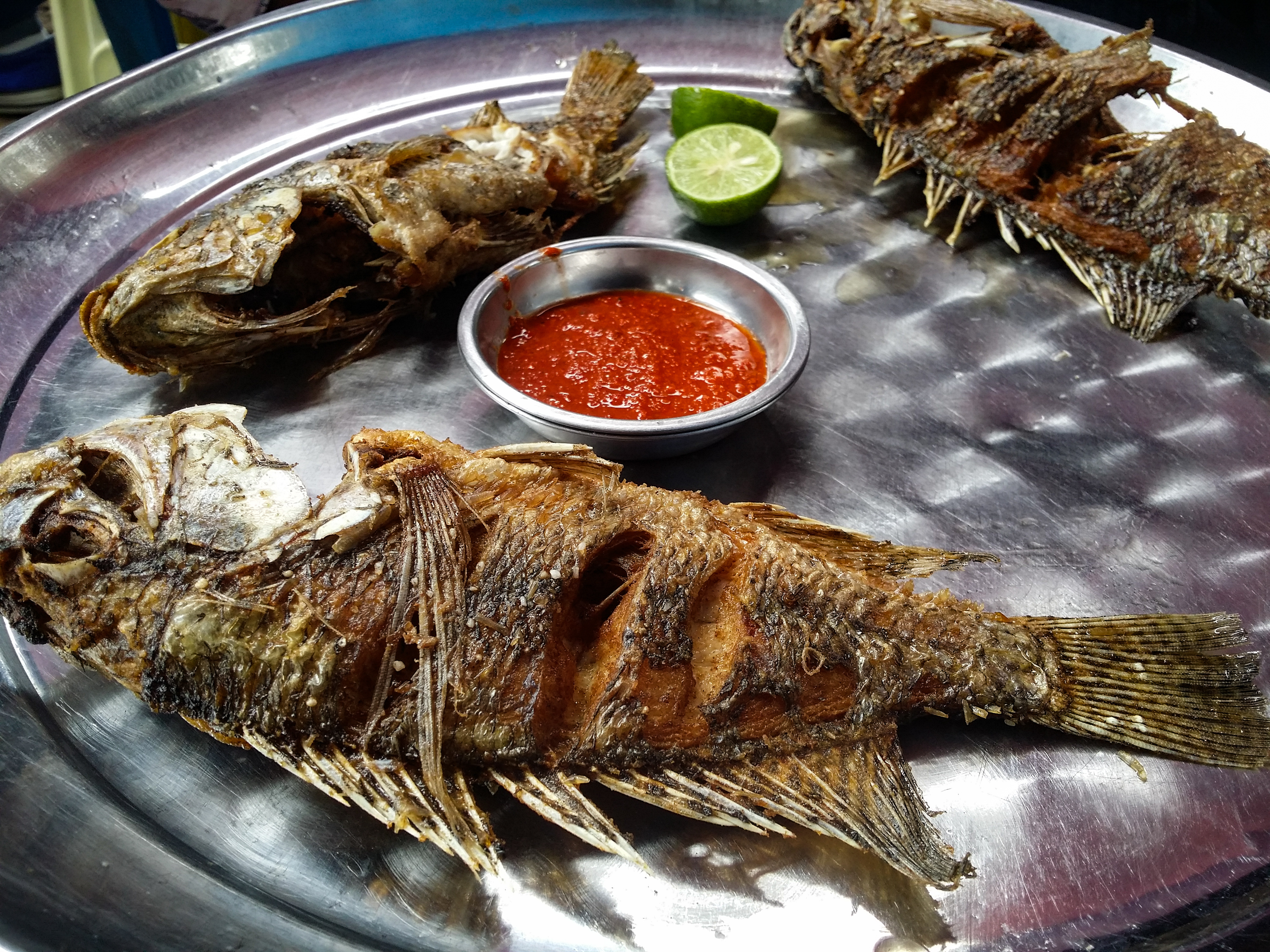
Poissons du lac Awasa.

Relativement petit par rapport aux autres lacs du rift éthiopien, il a néanmoins été beaucoup étudié, car il est facilement accessible.
La ville d'Awasa se trouve sur sa rive orientale.

## Faune
Les espèces de poissons suivantes y ont été observées : Barbus amphigramma, Clarias gariepinus, Garra dembecha, Labeobarbus intermedius, Oreochromis niloticus.